# Бряг Оскар ІІ
Бряг Оскар ІІ (на английски: Oscar II Coast) е част от крайбрежието на Западна Антарктида, в северната част на източния сектор на Земя Греъм, простиращ се между 65°05’ и 66°44’ ю.ш. и 61°15’ и 64° з.д. Брегът заема участък от северната част на източното крайбрежие на Земя Греъм, покрай западните брегове на море Уедъл, част от атлантическия сектор на Южния океан. На североизток граничи с Брега Норденшелд, а на юг – с Брега Фойн на Земя Греъм. Крайбрежието му е силно разчленено от множество ледени заливи – Ейди, Кабинет и др., полуострови (най-голям п-ов Язон) и крайбрежни острови – Александър и др., всички те „бронирани“ в ледената хватка на северната част на големия шелфов ледник Ларсен.
Повсеместно е покрит с дебела ледена броня, над която стърчат отделни оголени върхове и нунатаки, от които към шелфовия ледник Ларсен се спускат малки и къси планински ледници – Екзасперишън, Рихтхофен и др.
Този участък от източния бряг на Земя Греъм е открит и изследван през 1893 г. от шведската антарктическа експедиция, ръководена от Карл Антон Ларсен, който го наименува в чест на тогавашния шведски крал Оскар II.